# Грошовий поїзд
Грошовий поїзд (англ. Money Train) — трилер 1995 року.

## Сюжет
Абсолютно не схожі один на одного зведені брати Джон і Чарлі, що працюють у транспортній поліції метрополітену Нью-Йорка, раптом починають вести себе однаково. Спочатку вони закохуються в одну і ту ж дівчину - їх колегу, потім, підбурювані мрією про казкове багатство, разом задумують пограбування інкасаторського поїзда, який щоночі перевозить мільйони доларів по тунелях нью-йоркської підземки.